# EA Sports UFC 2
EA Sports UFC 2 är en martial artsspel från EA Sports.
Khabib Nurmagomedovs medverkan i EA Sports UFC 2 genererade en del kontroverser, eftersom hans karaktär gjorde korstecknet (höger till vänster) efter segern, trots att Nurmagomedov var sunnimuslim. EA bad om ursäkt och sade att de skulle rätta till felet.